# Préfixe numérique
Les préfixes numériques sont des préfixes dérivés de nombres ou d'adjectifs numéraux. En français et dans d'autres langues européennes, ils sont utilisés pour décliner un mot en incluant une notion de quantité, comme dans monocycle - bicycle - tricycle, bipède - quadrupède, septembre - octobre - novembre. Deux systèmes principaux existent, dérivés du latin et du grec, chacun possédant d'autres sous-systèmes ; en outre, le sanskrit occupe une position marginale.

## Les préfixes numériques
Dans les préfixes suivants, une voyelle finale est normalement élidée avant une voyelle, à l'exception de bi-, qui devient bis- devant une voyelle, et des autres monosyllabes du-, di-, dvi-, et tri- qui sont invariables.
On peut trier les préfixes par sens étymologique. Néanmoins, leur sens originel n'est pas toujours celui utilisé de nos jours :
- La série cardinaux provient des nombres cardinaux, tels que trois : triangle = trois angles.
- La série multiples provient des nombres adverbiaux, tels que trois fois : trisaïeul = trois fois aïeul.
- La série distributifs provient originellement des formules du type trois par trois : ternaire = trois éléments par unité. Ce sens est néanmoins généralement perdu.
- La série ordinaux provient des nombres ordinaux tels que troisième. Pour les nombres supérieurs à deux, les formes ordinales sont aussi utilisées pour les fractions, seules les fractions en demi ont une forme spéciale.

| Nombre | Préfixes latins                   | Préfixes latins                   | Préfixes latins                           | Préfixes latins                   | Préfixes grecs          | Préfixes grecs | Sanskrit      |
| Nombre | Cardinaux                         | Multiples                         | Distributifs                              | Ordinaux                          | Cardinaux               | Multiples      | Sanskrit      |
| ------ | --------------------------------- | --------------------------------- | ----------------------------------------- | --------------------------------- | ----------------------- | -------------- | ------------- |
| ½      | semi-                             | semi-                             | demi-                                     | —                                 | hemi-                   | hemi-          |               |
| 1      | uni-                              | sim-                              | singul-                                   | prim-                             | hen-                    | mono-, haplo-  | eka-          |
| 1¼     |                                   | quasqui-,                         |                                           |                                   |                         |                |               |
| 1½     |                                   | sesqui-                           |                                           |                                   |                         |                |               |
| 2      | du-                               | bi-, bis-                         | bin-                                      | second-                           | di-, dy-                | dis-           | dvi-          |
| 3      | tri-                              | ter-                              | tern-                                     | terti-                            | tri-                    | tris-          | tri-          |
| 4      | quadri-, quadru-                  | quater-                           | quatern-                                  | quart-                            | tetra-                  | tetrakis-      | chatur-       |
| 5      | quinque-                          | quinque-                          | quin-, quinquen-                          | quinti-                           | penta-                  | pentakis-      | pancha-       |
| 6      | sexa-                             | sexa-                             | sen-                                      | sext-                             | hexa-                   | hexakis-       | shat-         |
| 7      | septem-, septi-                   | septem-, septi-                   | septen-                                   | septim-                           | hepta-                  | heptakis-      | sapta-        |
| 8      | octo-                             | octo-                             | octon-                                    | octav-                            | ogdo-, octa-, octo-     | octakis-       | ashta-        |
| 9      | novem-                            | novem-                            | noven-                                    | nonas-                            | ennea-                  | enneakis-      | navam-        |
| 10     | decem-, dec-                      | decem-, dec-                      | den-                                      | decim-                            | deca-                   | decakis-       | dasham-       |
| 11     | undec-                            | undec-                            | unden-                                    | undecim-                          | hendeca-                | undecakis-     | ekadasham-    |
| 12     | duodec-                           | duodec-                           | duoden-                                   | duodecim-                         | dodeca-                 | dodecakis-     | dvadasham-    |
| 13     | tredec-, etc.                     | tredec-, etc.                     | treden-                                   | tredecim-                         | triskaideca-            | tridecakis-    | trayodasham-  |
| 14     | quattuordec-                      | quattuordec-                      | quattuorden-                              | quattuordecim-quartadecim-        | tetrakaideca-           | tetradecakis-  | chaturdasham- |
| 15     | quinquadec- quindec-              | quinquadec- quindec-              | quinden-                                  | quindecim-quintadecim-            | pentakaideca-           | pentadecakis-  | panchadasham- |
| 16     | sedec-, sexdec-(mais hexadécimal) | sedec-, sexdec-(mais hexadécimal) | seden-                                    | sedecim- sextadecim-              | hexakaideca-, hexadeca- | hexadecakis-   |               |
| 17     | septendec-                        | septendec-                        | septenden-                                | septendecim-septimadecim-         | heptakaideca-           |                |               |
| 18     | octodec- duodeviginti-            | octodec- duodeviginti-            | octoden-                                  | octodecim-duodevicesim-           | octakaideca-            |                |               |
| 19     | novemdec-, novendec- undeviginti- | novemdec-, novendec- undeviginti- | novemden-novenden-                        | novemdecim-novendecim- undevisim- | enneakaideca-           |                |               |
| 20     | viginti-                          | viginti-                          | vicen-, vigen-                            | vigesim-                          | icosa-, icosi-, eicosa- | eicosakis-     |               |
| 30     | triginti-                         | triginti-                         | tricen-                                   | trigesim-                         | triaconta-              |                |               |
| 40     | quadraginti-                      | quadraginti-                      | quadragen-                                | quadragesim-                      | tetraconta-             |                |               |
| 50     | quinquaginti-                     | quinquaginti-                     | quinquagen-                               | quinquagesim-                     | pentaconta-             |                |               |
| 60     | sexaginti-                        | sexaginti-                        | sexagen-                                  | sexagesima-                       | hexaconta-              |                |               |
| 70     | septuaginti-                      | septuaginti-                      | septuagen-                                | septuagesima-                     | heptaconta-             |                |               |
| 80     | octogint-                         | octogint-                         | octogen-                                  | octogesim-                        | octaconta-              |                |               |
| 90     | nonagint-                         | nonagint-                         | nonagen-                                  | nonagesim-                        | enneaconta-             |                |               |
| 100    | centi-                            | centi-                            | centen-                                   | centesim-                         | hecato-, hecatont-      |                |               |
| 200    | ducenti-                          | ducenti-                          | ducen-, bicenten-                         |                                   |                         |                |               |
| 300    | trecenti-                         | trecenti-                         | trecen-, tercenten-, tricenten-           |                                   |                         |                |               |
| 400    | quadringenti-                     | quadringenti-                     | quadringen-, quatercenten-, quadricenten- |                                   |                         |                |               |
| 500    | quingenti-, quincenti-            | quingenti-, quincenti-            | quingen-, quingenten-, quincenten-        |                                   |                         |                |               |
| 600    | sescenti-, sexcenti-              | sescenti-, sexcenti-              | sescen-, sexcenten-                       |                                   | hexacosioi-             |                |               |
| 700    | septingenti-                      | septingenti-                      | septingen-, septingenten-, septcenten-    |                                   |                         |                |               |
| 800    | octingenti-                       | octingenti-                       | octingen-, octingenten-, octocenten-      |                                   |                         |                |               |
| 900    | nongenti-                         | nongenti-                         | nongen-                                   |                                   |                         |                |               |
| 1 000  | milli-                            | milli-                            | millen-                                   | millesim-                         | chili-                  | kilo-          |               |
| 10 000 | —                                 | —                                 | —                                         | —                                 | myria-                  |                |               |

À partir des préfixes latins désignant 21-22, le schéma de construction pour les dizaines n'est plus fixe : il est souvent du type unvigint-, mais peut se trouver inversé : trigintisex-. En grec, le mot kai 'et' est normalement utilisé : icosikaihena- ; néanmoins, il peut souvent être oublié.
Enfin, dans les nomenclatures chimiques, les vingtaines sont un mélange de latin et de grec, par exemple tricos- pour 23.

## Utilisation des préfixes numériques
- Les préfixes numériques apparaissent fréquemment à partir du dix-neuvième siècle dans les termes qui sont liés à des innovations techniques, telles que le bicycle ou l'hexadécimal.
- Les préfixes du Système international d'unités (SI), utilisés dans le système métrique pour désigner des puissances décimales, sont pour la majeure partie issus de déformations des formes précédentes (par ex. péta, exa), les autres n'étant pas issus de numéraux (ex. yocto, zetta).
- Ils apparaissent dans les noms systématiques des nomenclatures, souvent sous leur forme grecque. Dans certaines classes de noms, quelques exceptions existent :
  - L'usage du préfixe grec ennea pour neuf est très souvent remplacé par sa contrepartie latine nona.
  - En nomenclature chimique, les préfixes meth, eth, prop et but désignant les nombres de 1 à 4 sont utilisés au lieu des préfixes classiques pour des raisons historiques[14].

- Ils apparaissent devant les unités de mesure du Système international d'unités.
- Du fait de l'héritage grec et latin fréquent dans les langues européennes et des emprunts fréquents entre celles-ci, les mêmes préfixes numériques apparaissent dans de nombreuses langues.

## Exemples de séries
- Séries latines cardinales :
  - unicycle, bicycle, tricycle, quadricycle
  - unipède, bipède, tripède, quadrupède, centipède, millipède
- Séries latines distributives :
  - unaire, binaire, ternaire, quaternaire, ..., centenaire, millénaire
  - quadragénaire, quinquagénaire, sexagénaire, ..., nonagénaire, centenaire
- Séries grecques :
  - pentane, hexane, heptane, octane, nonane, décane, ..., eicosane
  - monopode, tripode, tétrapode, hexapode, octopode, décapode..., myriapode
  - monade, dyade, triade, tétrade, pentade, hexade, heptade, ogdoade, enneade, décade, ..., chiliade, myriade
  - haploïde, diploïde, triploïde, tétraploïde, pentaploïde, hexaploïde, heptaploïde, octoploïde...